# Elpidio Quirino y Rivera
Elpidio Quirino y Rivera (ilocano: Elpidio Rivera Quirino)  (Vigan, 16 de novembre de 1890 - Quezon City, 29 de febrer de 1956) va ser un polític filipí que va exercir com el sisè president de les Filipines de 1948 a 1953.
Advocat de professió, Quirino va entrar a la política quan es va convertir en representant d'Ilocos Sur de 1919 a 1925. Després va ser escollit senador de 1925 a 1931. En 1934, es va convertir en membre de la comissió d'independència de les Filipines que va ser enviada a Washington, D.C., que va assegurar l'aprovació de la Llei Tydings-McDuffie al Congrés dels Estats Units. En 1935, també va ser escollit a la convenció que va redactar la constitució de 1935 per la Mancomunitat acabada d'establir. Al nou govern, va exercir com a secretari de l'interior i finances sota el gabinet del president Manuel Quezón.
Després de la Segona Guerra Mundial, Quirino va ser escollit vicepresident en les eleccions de 1946, en conseqüència el segon i últim per a la Mancomunitat i el primer per a la tercera república. Després de la mort del president Manuel Roxas el 1948, va succeir-lo en la presidència. Va assolir el càrrec de president sota la multa del Partit Liberal, derrotant el vicepresident nacionalista i expresident José P. Laurel, així com al seu col·lega liberal i expresident del Senat, José Avelino.
L'administració de Quirino va ser generalment desafiada pels Hukbalahaps, els quals van saquejar pobles i barris. Quirino es va postular per a president novament l'any 1953, però va ser derrotat per Ramón Magsaysay.

## Vida primerenca i carrera
Elpidio Quirino era oriünd de Caoayan, Ilocos Sur, encara que va néixer a Vigan, fill de Don Mariano Quirino i Quebral (Caoayan) i Doña Gregoria Rivera i Mendoza (Agoo). Va ser batejat el 19 de novembre de 1890. Quirino va passar els seus primers anys a Aringay, La Unió. Va estudiar i es va graduar de la seva educació primària al seu nadiu Caoayan, on es va convertir en mestre de barri. Va rebre educació secundària a la Vigan High School, després marxà a Manila, on va treballar com a tècnic en informàtica junior en l'Oficina de Terres i com a empleat de propietat en el departament de policia de Manila. Es va graduar en la Manila High School el 1911 i també va aprovar l'examen de servei civil de primer grau.
Quirino va anar a la Universitat de les Filipines a Manila. En 1915, va obtenir el seu títol d'advocat en la Facultat de Dret de la universitat. Estava involucrat en la pràctica privada de la llei. Durant els seus primers anys com a adult va ser inclòs en la Fraternitat Pan Xenia, una fraternitat professional de la Universitat de les Filipines, l'any 1950.

## Vida personal
Quirino es va casar amb Alicia Syquía (1903–1945) el 16 de gener de 1921. La parella va tenir cinc fills: Tomás, Armando, Norma, Victoria i Fé Ángela. El 9 de febrer de 1945, la seva esposa i tres dels seus fills (Armando, Norma i Fe Angela) van ser assassinats per les tropes japoneses quan fugien de la seva llar durant la Batalla de Manila. El seu germà Antonio Quirino era el propietari del Sistema de Radiodifusió Alto, que després es va fusionar amb la Xarxa de Radiodifusió Crónica per formar la Corporació de Radiodifusió ABS-CBN.
La seva filla, Victoria, es va convertir en l'amfitriona més jove del Palau Malacañang, als 16 anys, quan Quirino va ascendir a la presidència el 17 d'abril de 1948. Es va casar amb Luis M. González el 1950, qui es va convertir en ambaixador de les Filipines a Espanya de 1966 a 1971.

## Carrera al Congrés

### Cambra dels Representants
Quiríno es va dedicar a la pràctica privada del dret fins que va ser triat membre de la Cambra de Representants de les Filipines de 1919 a 1925, succeint Alberto Reyes. En 1925 va ser succeït com a congressista per Vicente Singson Pablo.

### Senat
Quirino va ser escollit senador de 1925 a 1931 en representació del primer districte senatorial. Després va exercir com a Secretari de Finances i Secretari de l'Interior al govern de la Mancomunitat.
En 1934, Quirino va ser membre de la missió d'Independència de les Filipines a Washington D.C., encapçalada per Manuel L. Quezon, qui va assegurar el pas al Congrés dels Estats Units de la Llei Tydings-McDuffie. Aquesta legislació va fixar la data per a la independència de les Filipines el 1945. La declaració oficial va arribar el 4 de juliol de 1946.
Abans de la Segona Guerra Mundial, Quirino va ser reelegit pel Senat, però no va poder servir fins al 1945.
Després de la guerra, el Govern de la Mancomunitat de les Filipines va ser restaurat. El Congrés també es va reorganitzar i Quirino es va instal·lar el President del Senat pro tempore.

## Vicepresidència

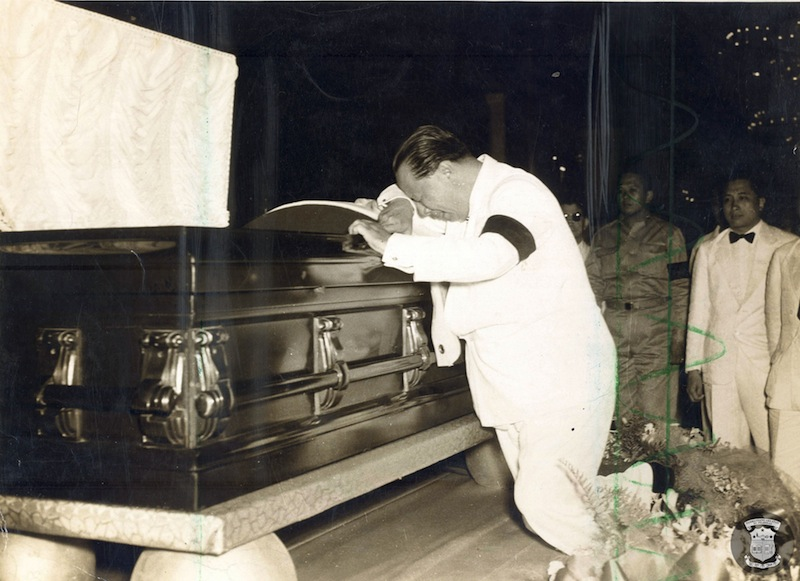
Elpidio Quirino plorant sobre el taüt de Manuel Roxas

Poc després de la reconstitució del Govern de la Commonwealth el 1945, els senadors Manuel Roxas, Quirino i els seus aliats van demanar una elecció nacional anticipada per triar el president i vicepresident de les Filipines i membres del Congrés. El desembre de 1945, la Cambra d'Assumptes Insulars del Congrés dels Estats Units va aprovar la resolució conjunta que fixava la data de les eleccions a tot tardar el 30 d'abril de 1946.
Impulsat per aquesta acció del Congrés, el president Sergio Osmeña va convocar el Congrés filipí a una sessió especial de tres dies. El Congrés va promulgar la Llei Núm. 725 de la Commonwealth, que fixava la data de les eleccions el 23 d'abril de 1946. La llei va ser signada pel president Osmeña el 5 de gener de 1946.
Quirino va ser nomenat com a company de fórmula del president del Senat, Manuel Roxas. El tàndem va guanyar les eleccions. Com a Vicepresident, Quiríno va ser nomenat Secretari d'Afers exteriors.

## Presidència
Els cinc anys de Quirino com a president van estar marcats per una notable reconstrucció de postguerra, guanys econòmics generals i una major ajuda econòmica dels Estats Units.

### Primer mandat (1948-1949)

#### Ascensió al poder

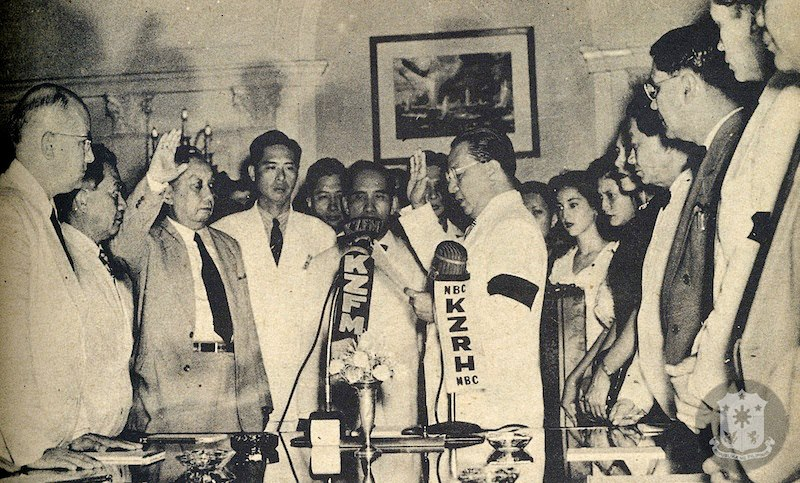
Quirino jurant com a sisè president de les Filipines, el 17 d'abril de 1948

El 17 d'abril de 1948, el vicepresident Elpidio Quirino va ser investir com el sisè president de les Filipines en el Saló del Consell d'Estat, Edifici Executiu, Palacio de Malacañan.
Quirino va assumir la presidència el 17 d'abril de 1948 i va prestar jurament dos dies després de la mort de Manuel Roxas. El seu primer acte oficial com a president va ser la proclamació d'un estat de dol en tot el país per la mort de Roxas. Com que Quirino era vidu, la seva filla supervivent, Victoria, serviria com a amfitriona oficial i exerciria les funcions tradicionalment atribuïdes a la Primera Dama.

#### Nova capital
El 17 de juliol de 1948, el Congrés va aprovar la Llei de la República Núm. 333, esmenant la Llei de la Mancomunitat Núm. 502, declarant a la ciutat de Quezón la capital de les Filipines en lloc de Manila. No obstant això, a l'espera de la transferència oficial de les oficines governamentals al nou lloc de la capital, Manila seguia sent així per a tots els efectes efectius.

#### HukBaLaHap
El terme HukBaLaHap era una contracció de Hukbong Bayan Laban sa mga Hapon (en anglès: L'exèrcit de la nació contra els soldats japonesos), els membres dels quals es coneixen comunament com huks.
Amb l'expiració de la data límit d'Amnistia el 15 d'agost de 1948, el govern va descobrir que els huks no havien complert els termes de l'acord Quirino-Taruc. De fet, després d'haver estat assegut al Congrés i cobrar el seu sou endarrerit, Luis Taruc va fugir subreptíciament de Manila, fins i tot quan alguns dels seus seguidors s'havien sotmès a les condicions de la proclamació d'Amnistia o havien lliurat les seves armes. Davant els contracàrrecs del Huk en el sentit que el govern no havia complert les condicions acordades, el president Quirino va ordenar una campanya intensificada contra els dissidents, restaurant una vegada més una política agressiva en vista del fracàs de l'actitud amistosa adoptada prèviament.

#### Converses al costat del foc
Per acostar el govern al poble, va reviure les "converses al costat del foc" del president Quezón, en els quals va il·luminar al poble sobre les activitats de la República mitjançant les transmissions periòdiques de radi des del Palau de Malacañan.

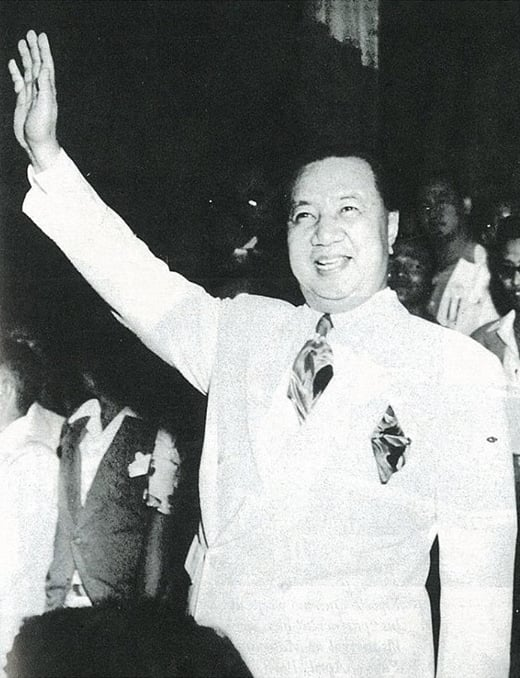
Quirino saludant la multitud reunida

#### Intent de judici polític
Muntant en la cresta de la creixent ona de ressentiment contra el Partit Liberal, es va emprendre un moviment per acusar el propi President Quirino. Dirigit pel Representant Agripino Escareal, un comitè compost per set membres de la Cambra de Representants va preparar una acusació de cinc càrrecs que anaven des del nepotisme fins a les despeses brutes. El president Eugenio Pérez va nomenar un comitè de set persones, encapçalat pel Representant Lorenzo Sumulong, per investigar els càrrecs preparatoris per a la seva presentació davant el Senat, actuant com un òrgan de judici polític. El procurador general Félix Angelo Baptista es va presentar com a advocat defensor del cap executiu. Després de diverses audiències, el 19 d'abril de 1949, després d'una sessió bastant turbulenta que va durar tota la nit, el comitè del Congrés va arribar a un veredicte que exonerava per complet al President.

#### Rómulo es converteix en president de l'Assemblea General de l'ONU
El gran honor va ser pagat a les Filipines quan, el setembre de 1949, la Quarta Assemblea General de les Nacions Unides va triar el delegat Carlos P. Rómulo com el seu President. El primer oriental a ocupar el càrrec, Rómulo va ser fortament recolzat pel bloc anglosaxó, així com pel grup de nacions de parla hispana, la qual cosa subratlla la naturalesa híbrida de la cultura i educació del poble filipí.

#### Elecció presidencial de 1949
L'actual president Elpidio Quirino va guanyar un mandat complet com a president de les Filipines després de la prematura mort del president Manuel Roxas el 1948. El seu company de fórmula, el senador Fernando López, va guanyar com a vicepresident. Malgrat les faccions creades en el partit de l'administració, Quirino va obtenir un vot satisfactori del públic. Va ser l'única vegada en la història de les Filipines que el president, el vicepresident i els senadors degudament triats provenien del mateix partit, el Partit Liberal. L'elecció va ser àmpliament criticada per ser corrupta, amb violència i frau. Els opositors de Quirino van ser colpejats o assassinats pels seus partidaris o la policia i les eleccions continuen sent vistes com a corruptes.

### Segon mandat (1949–1953)

#### Conferència Baguio
El maig de 1950, per invitació del president Qurino, a través de l'insistent suggeriment del president de les Nacions Unides, Carlos P. Rómulo, representants oficials d'Índia, Pakistan, Sri Lanka, Tailàndia, Indonèsia i Austràlia es van reunir a la ciutat de Baguio per a una conferència regional patrocinada per Filipines. Xina i Corea no van assistir a la conferència perquè aquesta última no preveia la formació d'una unió militar de les nacions del sud-est asiàtic. D'altra banda, Japó, Indonèsia, Xina i altres no van ser convidats perquè, en aquest moment, no eren estats lliures i independents. A causa de la sol·licitud d'Índia i Indonèsia, no es van abordar qüestions polítiques en la conferència. En canvi, els delegats van discutir els problemes econòmics i, sobretot, culturals, que enfronten els seus respectius països. No obstant això, per estrany que sembli, la Conferència de Baguio va posar fi a un comunicat oficial en el qual les nacions que van assistir a la mateixa van expressar el seu acord unificat per donar suport al dret a la lliure determinació de tots els pobles del món. Aquesta reunió regional inicial prometia una futura aliança d'aquestes nacions veïnes per a la protecció i ajuda comuna.

#### HukBaLaHap va continuar la reinsurgència
L'administració de Quirino va enfrontar una seriosa amenaça en la forma del moviment comunista HukBaLaHap. Encara que els Huks originalment havien estat un exèrcit guerriller antijaponès a Luzón, els comunistes van obtenir constantment el control sobre el lideratge, i quan la negociació de Quirino amb el comandant Huk Luis Taruc es va trencar el 1948, Taruc es va declarar obertament comunista i va demanar el derrocament del govern.

#### Campanya de pau
Atès que s'estima que l'organització comunista encara té més de 40.000 membres degudament registrats en març de 1951, el govern va continuar amb la seva campanya sostinguda per fer front a l'empitjorament del problema de la pau i l'ordre. El pressupost de 1951 va incloure l'ús d'un fons de residus per al programa de reassentament de terres a favor dels huks lliurats. Els diners va ajudar a mantenir el Cos de Desenvolupament Econòmic (EDCOR), amb els seus assentaments de 6.500 hectàrees a Kapatagan (Lanao) i 25.000 hectàrees a Buldon (Cotabato). En cada grup portat a aquests llocs hi havia un nucli d'expersonal de l'Exèrcit i les seves famílies, els quals es van convertir en un factor estabilitzador i van assegurar l'èxit del programa. De fet, menys del deu per cent dels huks que es van establir van renunciar a aquesta nova oportunitat de vida que els va oferir el govern.
Per promoure la reestructuració sense problemes de les Forces Armades de les Filipines, els militars van ser sotmesos a una reorganització. Es van establir equips de combat de batalló de 1.000 homes cadascun. Cadascun operava independentment de l'Alt Comandament, excepte per la coordinació general en els plans operatius. Es van organitzar un total de 26 equips de combat de batalló. També es van establir noves unitats de l'exèrcit, com la primera Unitat Aerotransportada, els Scout Rangers, la Unitat Canina i la Unitat de Cavalleria. Totes aquestes unitats van mostrar una habilitat considerable.

#### Elecció de meitat de període de 1951
Després d'una escombrada pels liberals el 1949, molts filipins van dubtar del resultat de les eleccions. Això va portar una escombrada pels nacionalistes en les eleccions de 1951. Va haver-hi una elecció especial per a l'escó vacant en el Senat de Fernando López, que va guanyar com a Vicepresident el 1949. Els liberals no van obtenir escons en el Senat.

#### Elecció presidencial de 1953
Quirino es va postular per a la reelecció a la presidència amb José Yulo com a vicepresident el 1953 malgrat la seva mala salut. El seu Secretari de Defensa, Ramon Magsaysay, va renunciar al seu càrrec i es va unir al Partit Nacionalista. Altres destacats liberalistas, com el vicepresident Fernando López, l'ambaixador Carlos P. Rómulo, els senadors Tomás Cabili i Juan Sumulong, també van fer malbé el partit de Quirino.
El 22 d'agost de 1953, els partits nacionalista i demòcrata van formar una coalició per garantir la derrota total de Quirino. El dia de les eleccions, Quirino va ser derrotat per Ramon Magsaysay amb un vot majoritari d'1,5 milions de persones.

## Post presidència i mort

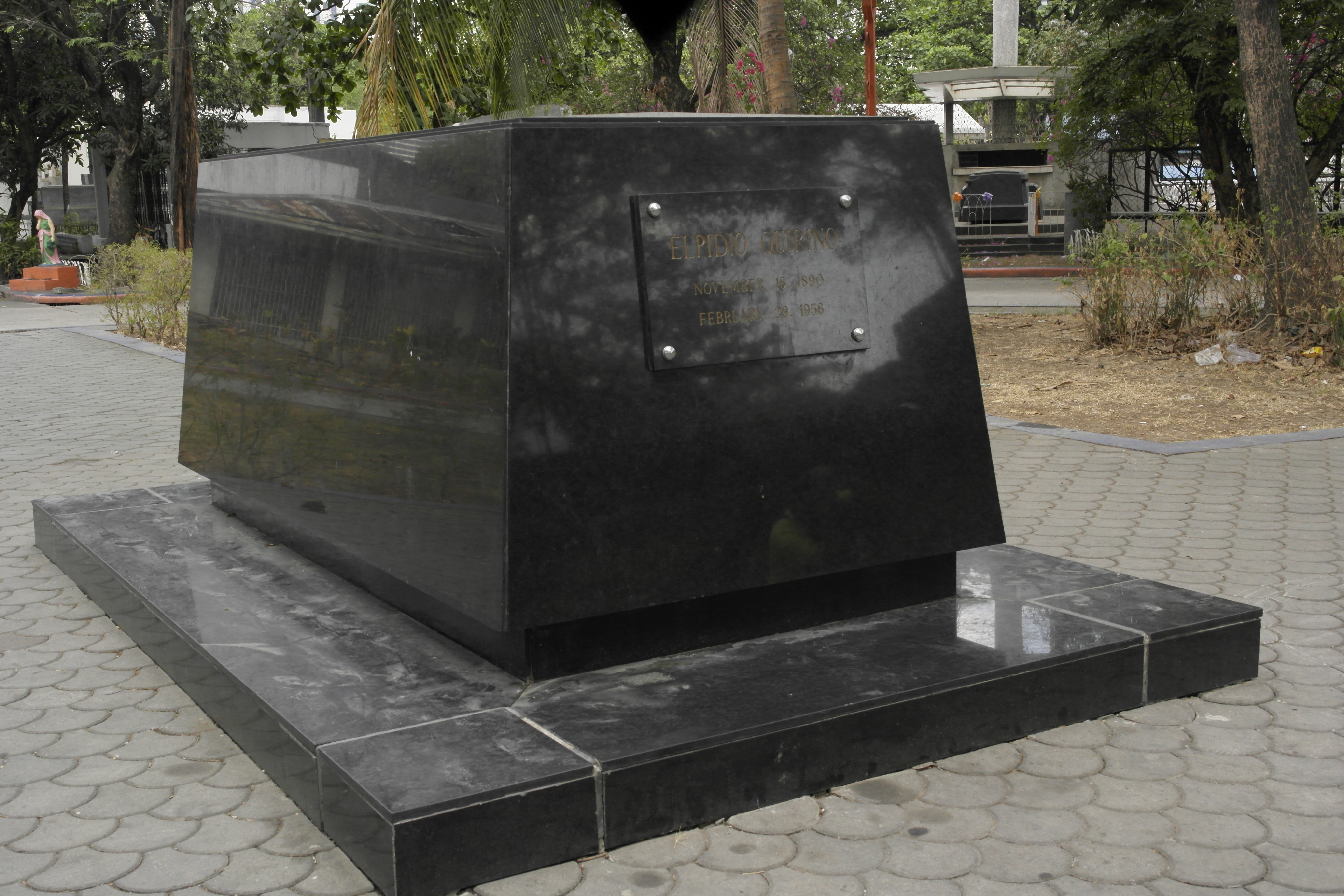
L'antiga tomba d'Elpidio Quirino en el cementiri sud de Manila

Després de la seva fallida aposta per la reelecció, Quirino es va retirar de la política a la vida privada el 1953. Va oferir la seva dedicació per servir al poble filipí, convertint-se en el "Pare del Servei Exterior" en la República de les Filipines.
Quirino va morir d'un infart agut de miocardi el 29 de febrer de 1956 a la seva casa de retirada de Novaliches, Quezon City. Fou enterrat en el Cementiri del Sud de Manila a Macati. El 29 de febrer de 2016, les seves despulles foren reubicades i reinterpretades en una tomba especial en el Cementiri dels Herois de Taguig, a temps per al 60è aniversari de la seva mort.